# Tóth Dezső (várospolitikus)
Tóth Dezső (Mezőcsát, 1908 – Miskolc, 1977) Miskolc polgármestere, tanácselnök-helyettese.

## Élete
Tóth Dezső Miskolc közelében, Mezőcsáton született iparos-földműves családba. Miskolcon járt iskolába, a Deák Ferenc Felsőkereskedelmi Iskolában érettségizett 1927-ben. Közben dolgozott, éttermi felszolgáló, könyvkötő is volt. Egerben képezte magát jegyzővé, és ezután 1934-től 1946-ig Igriciben volt jegyző, majd a putnoki, 1948-ban pedig a miskolci járás főjegyzője lett. 1949. február 21-én kapott megbízást a beteg Gálffy Imre polgármester helyettesítésére, amit a belügyminiszter jóváhagyott, így Miskolc polgármestere lett.

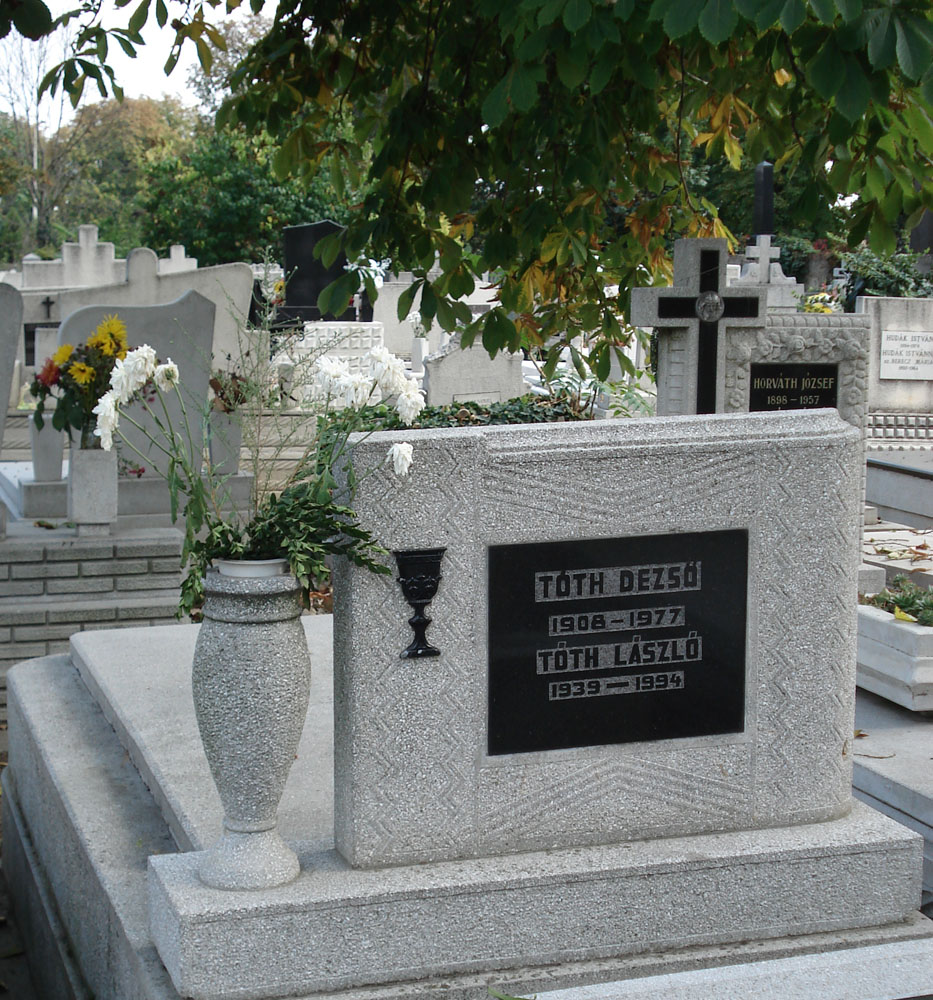
Tóth Dezső sírja a miskolci Mindszenti temetőben

A korszakban történt az első Népfront-központú szavazás, és elindult az első ötéves terv. Ennek keretében az új, már évek óta létező Nagy-Miskolc szerkezeti tagoltságát meg kellett oldani, a megvalósítandó beruházásokat tizenkét összefoglaló csoportba sorolták. Fontos cél volt egy ipari nagyváros megteremtése, és ehhez illeszkedően a közép- és felsőfokú szakmai oktatás megszervezése (például a Kohóipari Középiskola létrehozása és a Nehézipari Műszaki Egyetem felépítése). Az 525 pontban felsorolt beruházások egy része megvalósult, más részük azonban elhúzódott, akár évtizedekre is. A nagyszabású, létesítményekben megfogalmazott elképzelések mellett 1949-ben elfogadták az új alkotmányt, és ezzel a közigazgatási reform is elindult, aminek fontos része volt a tanácsrendszer létrehozása.
Tóth Dezső 1950. augusztus 17-én – a folytonosságot képviselendő – tanácselnök-helyettes, a város első tanácselnöke pedig Benyák Béla lett. 1954-ben – betegségére hivatkozva – felmentették, és az Észak-magyarországi Áramszolgáltató Vállalat főrevizorává nevezték ki. Az 1956-os forradalom idején titkára lett a városi Nemzeti Bizottságnak, aminek az elnöke a korábbi polgármester,  Gálffy Imre volt. A számonkérések idején, 1957 májusában letartóztatták, 1958 őszén pedig két év börtönre ítélték, de mivel addig is vizsgálati fogságban volt, azt beszámították, így 1959 tavaszán szabadult. 1960-ban „a vele szemben hozott büntető ítélethez fűződő hátrányos következmények alól kegyelemből” mentesítették. 1977-ben hunyt el, sírja a Mindszenti temetőben van.